# Neocurtilla robusta
Neocurtilla robusta är en insektsart som beskrevs av Canhedo-lascombe och Corseuil 1996. Neocurtilla robusta ingår i släktet Neocurtilla och familjen mullvadssyrsor. Inga underarter finns listade i Catalogue of Life.